# Герберт, Реджинальд, 15-й граф Пембрук
Реджинальд Герберт, 15-й граф Пембрук, 12-й граф Монтгомери (англ. Reginald Herbert, 15th Earl of Pembroke and 12th Earl of Montgomery; 8 сентября 1880 — 13 января 1960) — британский пэр.

## Происхождение и образование
Родился 8 сентября 1880 года. Старший сын Сиднея Герберта, 14-го графа Пембрука (1853—1923), и Беатрикс Луизы Лэмбтон (1859—1944), дочери Джорджа Лэмбтона, 2-го графа Дарема. Он происходил из русской аристократической семьи Воронцовых, через брак Екатерины Воронцовой с Джорджем Огастесом Гербертом, 11-м графом Пембруком. Отец Екатерины, граф Семен Воронцов, русский посол в Великобритании, привез семью в Лондон в 1785 году.
Он получил образование в Итонском колледже и в Королевском военном колледже в Сандхерсте.

## Биография
Адъютант главнокомандующего Ирландии в 1912—1913 годах. Участник Первой мировой войны, где он упоминался в донесениях. Он получил звание подполковника Королевской конной гвардии.
Мировой судья и заместитель лейтенант графства Уилтшир, мэр Уилтона с 1932 по 1933 год.
Кавалер Ордена Почётного легиона и кавалер Королевского Викторианского ордена.
30 марта 1913 года после смерти своего отца Реджинальд Герберт унаследовал титулы 15-го графа Пембрука (Пэрство Англии), 15-го барона Герберта из Кардиффа в графстве Гламорган (Пэрство Англии), 12-го графа Монтгомери (Пэрство Англии), 4-го барона Герберта из Ли в графстве Уилтшир (Пэрство Соединённого королевства), 12-го барона Герберта из Шерленда на острова Шеппи в графстве Кент (Пэрство Англии), став членом Палаты лордов Великобритании.
Во время Второй мировой войны он работал в Министерстве иностранных дел, где и стал адресатом часто воспроизводимой юмористической записки, отправленной сэром Арчибальдом Кларком Керром, который был послом Великобритании в Москве.

## Семья
21 января 1904 года Реджинальд Герберт женился на леди Беатрисе Элеоноре Пэджет (1883 — 8 февраля 1973), дочери лорда Александра Виктора Пэджета и достопочтенной Эстер Элис Стэплтон-Коттон. У супругов было четверо детей:
- Леди Патриция Герберт (12 ноября 1904 — 19 марта 1994), в 1928 году она вышла замуж за Уильяма Генри Смита, 3-го виконта Хэмблдена (1903—1948)
- Сидней Герберт, 16-й граф Пембрук (9 января 1906 — 16 марта 1969), старший сын и преемник отца[5][6].
- Достопочтенный Дэвид Александр Реджинальд Герберт (3 октября 1908 — 3 апреля 1995)[7], писатель, не женат.
- Подполковник Достопочтенный Энтони Эдвард Джордж Герберт (12 сентября 1911 — 22 августа 1971), не женат.